# 2,5-dimetoksifeniletanamin
2,5-dimetoksifeniletanamin i srodni spojevi, vrste psihotropnih tvari. Uvršteni su u Hrvatskoj na temelju Zakona o suzbijanju zlouporabe droga na Popis droga, psihotropnih tvari i biljaka iz kojih se može dobiti droga te tvari koje se mogu uporabiti za izradu droga, pod Popis droga i biljaka iz kojih se može dobiti droga, pod 2. Popis psihotropnih tvari i biljaka, Odjeljak 1 - Psihotropne tvari sukladno Popisu 1. Konvencije UN-a o psihotropnim tvarima iz 1971. godine. Kemijskim sastavom to je 2-(2,5-dimetoksifenil)etanamin i spojevi strukturno izvedeni iz 2-(2,5-dimetoksifenil)etanamina supstitucijom na benzenskom prstenu s jednim ili više supstituenata iz skupine koju čine alkil, halogenalkil, alkiloksi, halogenalkiloksi, alkiltio, halogenalkiltio, halogen i nitro, bez obzira na to jesu ili nisu dodatno modificirani na jedan ili više od sljedećih načina:
- zamjenom jednog ili više vodikovih atoma etilenske skupine s jednom ili više alkilnih skupina;
- zamjenom jednog ili oba vodikova atoma amino-skupine alkilnom, halogenalkilnom, hidroksilnom, hidroksialkilnom, benzilnom ili supstituiranom benzilnom skupinom.[1]